# توني مارتن (سياسي)
توني مارتن هو سياسي كندي، ولد في 31 أغسطس 1948 في جمهورية أيرلندا. حزبياً، نشط في الحزب الديمقراطي الجديد. وقد انتخب عضو برلمان مقاطعة أونتاريو عن دائرة Sault Ste. Marie (provincial electoral district) ‏ (1990 – 2003) وانتخب عضو مجلس العموم الكندي.

## وصلات خارجية
- الموقع الرسمي